# Salvador Cisneros Betancourt
Pour les articles homonymes, voir Betancourt.
Salvador Cisneros Betancourt, Marquis de la Sainte-Lucie, né le 10 février 1828 à Camagüey  et mort le 28 février 1914 à La Havane, est un homme politique cubain, président de la République en Armes de Cuba de 1873 à 1875 puis de 1895 à 1897, durant la guerre des Dix Ans.

## Biographie
Salvador Cisneros Betancourt est né à Camagüey en 1828 au sein d'une famille noble et fortunée. Il est partisan de l'indépendance de la Cuba, et fait partie de la Sociedad Libertadora créée à Camagüey pour préparer la révolution. Quand éclate la guerre des Dix Ans, il octroie la liberté à ses esclaves et met ses biens au service de l'indépendance cubaine.
Les guérillas opéraient dans les Philippines, et avaient été présentes à Cuba pendant des décennies où une guerre des Dix Ans entre 1868 et 1878 fut une première tentative de Cuba pour obtenir l'indépendance. Cette guerre dite « guerre de Dix Ans » fut déclarée lorsque le planteur cubain Carlos Manuel de Céspedes libéra ses esclaves et forma une armée. Ce mouvement fut suivi par 37 autres planteurs et donna naissance à la Constitution de la République de Cuba.
Vers 1894, le capital américain investi dans les plantations de canne à sucre et les raffineries de Cuba représente environ 50 millions de dollars américains et le commerce annuel entre les États-Unis et Cuba une centaine de millions de dollars US. Le sucre, qui constitue de loin le principal produit d’exportation, est principalement écoulé vers les États-Unis. Par ailleurs, un certain nombre d’adeptes du commodore Alfred Mahan, célèbre théoricien et stratège, voyaient dans cette île proche des États-Unis une zone propice à la création de bases navales.
Or, Cuba va connaître des troubles. Le petit peuple des peones y vivait déjà dans la misère, même au temps de la prospérité économique. Mais, après 1890, une série de difficultés rend leur situation encore plus intolérable : concurrence accrue du sucre de betterave européen, baisse du prix du sucre lors de la dépression de 1893 et surtout la réforme douanière Wilson-Gorman (en) (1894) qui augmentait de 40 % les droits de douane sur le sucre et faisait disparaître la position privilégiée du sucre cubain sur le marché américain. Étant donné que le sucre représentait 80 % des ressources de l’île, le résultat fut catastrophique. Les souffrances sociales qui en découlèrent et le mécontentement latent contre la domination espagnole — qui avait déjà conduit dans le passé à une série de révoltes, notamment en 1868-1878 —, provoqua en mars 1895 une rébellion qui fut le début de la guerre d'indépendance cubaine.